# Alfredo Wagner
Alfredo Wagner is een gemeente in de Braziliaanse deelstaat Santa Catarina. In 2010 telde de gemeente 9.410 inwoners.

## Aangrenzende gemeenten
De gemeente grenst aan Angelina, Anitápolis, Bom Retiro, Chapadão do Lageado, Imbuia, Ituporanga, Leoberto Leal en Rancho Queimado.